# Figlia

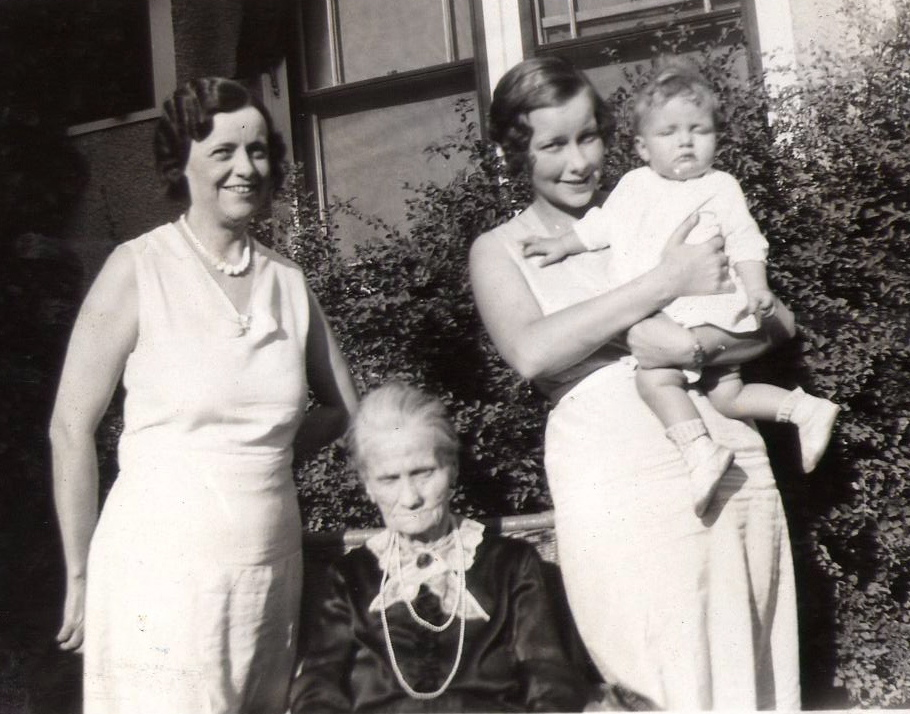
Fotografia del 1931 di quattro generazioni di madri e figlie.

Figlia è la persona femminile generata dai genitori. La controparte maschile è il figlio.
A volte il termine figlia può essere usato come epiteto affettuoso rivolto da una persona anziana o degna di riverenze o considerazione nei confronti di una ragazza o di una giovane, ma anche di una donna adulta, in espressioni appunto di vocazione affettuosa ma anche di compatimento.

## La figlia nella società
Nelle società patriarcali, le figlie hanno diritti familiari differenti o minori rispetti ai figli maschi. In alcune società è anche consuetudine che una figlia sia "venduta" ad un marito, che paga un cosiddetto prezzo della sposa.
Di solito nei paesi poveri le figlie vengono vendute o sposate giovani e possono anche rimanere incinte.

## Esempi di uso comune della parolafiglia
- Brava figlia - brava ragazza o brava donna
- Povera figlia! - povera ragazza o povera donna
- Le figlie di Eva - le donne
- Figlie di Maria - donne appartenenti a diverse associazioni religiose
- Figlie della notte - le ombre
- La violenza è figlia dell'odio
- La superbia è figlia dell'ignoranza